# Săbrano, Sliven
Săbrano (în bulgară Събрано) este un sat în comuna Nova Zagora, regiunea Sliven,  Bulgaria. 

## Demografie
Componența etnică a satului Săbrano
     Turci (1,96%)
     Bulgari (80,09%)
     Romi (17,44%)
     Nicio identificare (0,49%)
La recensământul din 2011, populația satului Săbrano era de 407 locuitori. Din punct de vedere etnic, majoritatea locuitorilor (80,09%) erau bulgari, existând și minorități de romi (17,44%) și turci (1,96%). Pentru 0,49% din locuitori nu este cunoscută apartenența etnică.